# Cabalaki-Aufstand
Beim Cabalaki-Aufstand (Levantamento de Cabalaki, auch Mauchiga-Aufstand) griffen am 20. August 1982, im Rahmen des Unabhängigkeitskampfes Osttimors gegen die indonesischen Besatzer, FALINTIL-Kämpfer mehrere indonesische Stützpunkte in der Region um den Gebirgszug des Cabalakis (Suco Holarua, Verwaltungsamt Same, Gemeinde Manufahi) an.

## Verlauf

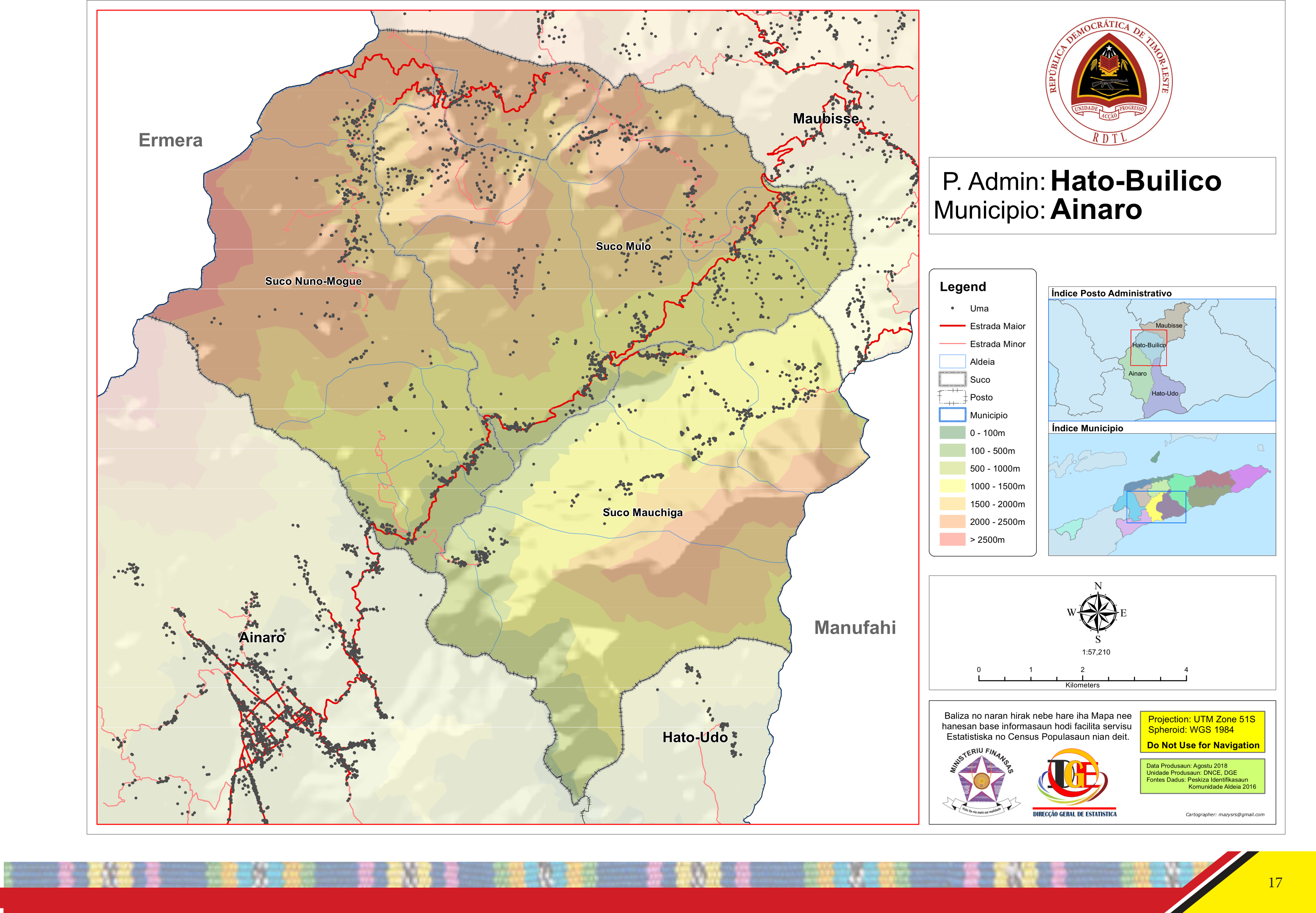
Das Verwaltungsamt Hatu-Builico

Am 6. Juli 1982 begannen drei Mitglieder der FALINTIL und 36 lokale Widerstandskämpfer mit der Planung der Angriffsserie gegen die Besatzungsmacht in der Region. Die Pläne wurden aber von einem indonesischen Informanten verraten, weswegen die indonesische Armee und Kräfte der Zivilverteidigung (Hansip) am 10. Juli mit Hausdurchsuchungen in Goulora, Mauchiga und Hato-Quero (Suco Mauchiga, Verwaltungsamt Hatu-Builico, Gemeinde Ainaro) begannen. 30 Personen wurden verhaftet, darunter 13 Teilnehmer der Planungen vom 6. Juli. Sie wurden in das Distrikts-Militärhauptquartier in der Stadt Ainaro (Kodim) gebracht und dort unter Folter verhört. Weitere Verhaftungen erfolgten in den nächsten Tagen. Diese Festgenommenen kamen in das Subdistrikts-Hauptquartier (Koramil) im Ort Hatu-Builico.
Trotz der Verhaftungswelle kam es am 20. August zu den Angriffen. Um 4:30 Uhr morgens griffen FALINTIL-Kämpfer und Männer aus Dare (Suco Mulo, Verwaltungsamt Hatu-Builico) und Mauchiga unter dem Befehl von Venancio Ferraz und Mauhunu das Hauptquartier in Dare (Dare Koramil), die Polizei und das Koramil in Hatu-Builico und die Hansip in Aituto (Subdistrikt Maubisse), Raimerhei (Subdistrikt Ermera, Distrikt Ermera) und Rotuto (Subdistrikt Same) an.
In den folgenden Tagen wurden zusätzliche indonesische Truppen in die Region verlegt, darunter Einheiten der Bataillone 745 und 746. Vom 20. bis 24. August zerstörten indonesische Soldaten und Hansip Felder und brannten Häuser nieder. In Dare wurden Schulen geschlossen und Frauen und Kinder dazu gezwungen, Wache in Militärposten zu halten. Die Militärposten wurden in jeder Aldeia der Region errichtet, dazu kamen acht Gemeindeposten um Dare herum. FALINTIL-Kämpfer und ein Großteil der Bevölkerung flohen aus dem Gebiet, mehrere hundert Zivilisten auch auf den Cabalaki. Sie wurden von den Indonesiern umzingelt und nach Dotik (Subdistrikt Alas, Distrikt Manufahi) verschleppt. 30 Personen wurden in der Nonai-Höhle aufgegriffen und nach Dare gebracht. Wer nicht aus den Orten Mauchiga, Mulo und Dare fliehen konnte, drohte gefangen genommen zu werden, so die gesamte Bevölkerung des Dorfes Mauchiga, die nach Dare verschleppt wurde. Andernorts wurden einzelne Personen verhaftet, die verdächtigt wurden, an den Angriffen beteiligt gewesen zu sein, über Informationen zu verfügen oder Angehörige bei der FALINTIL zu haben. In Rotuto nahm man einige Mitglieder der Hansip fest, die der Kooperation mit der FALINTIL verdächtigt wurden. Viele andere wurden zwangsumgesiedelt, so nach Dare, auf die Insel Atauro und nach Dotik. Einige kamen auch in das Gefängnis Comarca in Dili. Bis Januar 1986 wurden so 464 Einwohner des Sucos Mauchiga aus ihrer Heimat verschleppt, etwa 20,4 % der Gesamtbevölkerung. Fast die Hälfte davon waren Frauen, 38,8 % Kinder. Der Tod von 117 Personen aus dem Suco Mauchiga zwischen 1982 und 1983 ist in Verbindung mit diesen Verschleppungen dokumentiert, ebenso zahlreiche Vergewaltigungen in dieser Zeit.